# Holovousy
Holovousy är en ort i Tjeckien. Den ligger i den centrala delen av landet, 90 km öster om huvudstaden Prag. Holovousy ligger 304 meter över havet och antalet invånare är 495.
Terrängen runt Holovousy är platt åt sydväst, men åt nordost är den kuperad. Runt Holovousy är det tätbefolkat, med 276 invånare per kvadratkilometer. Närmaste större samhälle är Hořice, 4,0 km öster om Holovousy. Trakten runt Holovousy består till största delen av jordbruksmark.